# 25 (альбом Адели)
25 — третий студийный альбом британской певицы и автора песен Адели. Над диском Адель работала в сотрудничестве с такими продюсерами, как Danger Mouse, Сэмюэл Диксон, Пол Эпуорт, Грег Кёрстин, Макс Мартин, Линда Перри, Ариель Рехтшайд, Марк Ронсон, Shellback, продюсерская группа «The Smeezingtons» и Райан Теддер. Альбом был издан 20 ноября 2015 года на лейблах XL и Columbia. Первый сингл из альбома Адели «Hello» был выпущен 23 октября 2015 года и сразу возглавил хит-парады многих стран, включая США, Австралию, Великобританию и другие. Изданный месяц спустя альбом повторил успех своего лид-сингла, заняв первые места в хит-парадах многих стран мира с рекордными показателями продаж. К февралю 2016 года мировой тираж превысил 19 млн копий.
24 февраля 2016 года диск получил награду BRIT Awards 2016 в категории «Британский альбом года» (British Album of the Year). 12 февраля 2017 года в Лос-Анджелесе на 59-й церемонии вручения музыкальной премии «Грэмми» диск признан Лучшим альбомом года и Лучшим вокальным поп-альбомом. К июню 2016 года по всему миру было продано более 20 млн копий.

## История создания
Длительный, почти пятилетний перерыв в создании нового студийного альбома (а прошлый сверхуспешный альбом 21 вышел в январе 2011 года) был вызван, в том числе, и личными проблемами. В январе 2012 года Адель сообщила, что встречается с предпринимателем и выпускником итонского колледжа Саймоном Конекки (Simon Konecki); впервые они познакомились ещё летом 2011 года. Позднее ими была анонсирована новость о том, что Адель и Саймон ожидают своего первого ребёнка. 10 октября 2012 года у пары родился мальчик, названный Анджело Джеймс (Angelo James Konecki). Это и вызвало столь длительный музыкальный перерыв для Адели и некоторый уход из музыкальный индустрии, чтобы вернуться с новыми силами.
3 апреля 2012 года Адель подтвердила, что её третий альбом выйдет, вероятно, через два года, заявив, что «Мне нужно немного времени, чтобы пожить немного. Были хорошие два года между моими первым и вторым альбомами». Она заявила, что будет продолжать писать и сочинять свой собственный материал. 10 февраля 2013 на церемонии Grammy Awards 2013 года и 24 февраля 2013 года во время пребывания в Лос-Анджелесе на церемонии вручения премии Оскар (где Адель исполнила свой оскароносный хит Skyfall, написанный для последней картины о Бонде «007: Координаты „Скайфолл“») она подтвердила, что была ещё на очень ранних стадиях создания своего третьего альбома. Первые сессии для записи диска «25» были неудачными. Адель перенесла запись альбома, так как она не чувствовала «готовность». Певица вернулась в студию, лишь тогда, когда её сыну было уже восемнадцать месяцев, который и вдохновил её написать альбом о материнстве. В интервью BBC One было заявлено, что почти весь альбом написан, но показался певице «слишком скучным».
До официального релиза альбома, журналисты разных изданий предполагали, как он будет называться — 25 (1 причина: Адели 27 лет — цифра 2, альбом будет выпущен в 2015 году — цифра 5; 2 причина — по возрасту, так же, как и альбома 19 и 21).
Накануне своего 26-летия, в мае 2014 года, певица Адель в официальном аккаунте в Twitter разместила сообщение: «Прощай, прощай, 25… Увидимся ещё в этом году.». Таким образом, певица намекнула журналистам на то, что альбом будет называться 25. Позже, осенью 2014 года было объявлено, что альбом получит именно такое название.
Когда в октябре 2015 года стала известна дата релиза, многие журналисты предположили, что другие музыканты (например, Джастин Бибер, 5 Seconds of Summer и One Direction) отодвинут выход своих новых дисков для того, чтобы избежать коммерческой конкуренции с ней в хит-парадах.
С учётом достижений вышедшего почти за месяц лид-сингла «Hello», ещё за несколько недель до релиза эксперты предполагали, что тираж нового альбома «25» составит в дебютную неделю от 1,3 до 1,8 млн копий, что станет рекордом для женщин за последние четверть века (Nielsen era, 1991-), и побьёт предыдущее достижение диска Oops!... I Did It Again певицы Бритни Спирс, который вышел в мае 2000 года с тиражом в 1,32 млн копий. За несколько суток до релиза появились расчёты о предполагаемом рекордном дебютном тираже в 3,6 млн копий. Более 15 лет этот рекорд удерживает диск No Strings Attached (’N Sync), вышедший 26 марта 2000 года с тиражом в 2,415 млн копий в первую неделю релиза.
19 ноября газета The New York Times сообщила, что альбом не будет выходить через стриминговые службы, такие как Spotify и Apple Music.

### Концертные туры
26 ноября 2015 года Адель анонсировала свой новый третий концертный тур под названием Adele Live 2016, который состоится с февраля по июнь 2016 года. Он стартует 29 февраля 2016 года на арене SSE Arena.
Спрос и ожидания тура оказались очень высокими, более 500,000 фанов зарегистрировались на официальном сайте Adele.com для заказа билетов на концерты. На 12 концертных шоу в Великобритании было продано 57,000 билетов. В 2017 году тур в поддержку альбома продолжился.

## Отзывы
| Совокупная оценка    | Совокупная оценка |
| Источник             | Оценка            |
| -------------------- | ----------------- |
| AnyDecentMusic?      | 6.8/10            |
| Metacritic           | 75/100            |
| Оценки критиков      |                   |
| Источник             | Оценка            |
| AllMusic             | [ 35 ]            |
| The A.V. Club        | A–                |
| Billboard            | [ 37 ]            |
| The Daily Telegraph  | [ 38 ]            |
| Entertainment Weekly | A–                |
| The Independent      | [ 40 ]            |
| NME                  | [ 41 ]            |
| Pitchfork Media      | [ 42 ]            |
| Rolling Stone        | [ 43 ]            |
| Spin                 | [ 44 ]            |

Альбом получил положительные отзывы музыкальной критики и интернет-изданий. Сайт Metacritic на основании анализа 35 обзоров дал нормализованный рейтинг 75 из 100. Среди положительных отзывов, такие издания как BBC, Digital Spy, Slant Magazine, The Guardian, The 405.
Нил Маккормик из The Daily Telegraph выставил альбому рейтинг в пять звёзд из пяти, сказав, что, «покрывая многие музыкальные и эмоциональные особенности, 25 безусловно равен своему предшественнику… (альбому 21). Красота пения Адели усиливает всё это … Она создаёт своё пространство, слова идут аккуратно в такт с музыкой и ритмом, хотя она имеет то преимущество, что в состоянии протянуть гласные и слоги, и, по-видимому, произносить их по желанию». Брюс Хэнди из журнала Vanity Fair, рассматривает музыку альбома как R&B старого стиля до современной поп-музыки, где среди песен преобладают баллады.
Другой положительный обзор дал Марк Сейвидж (BBC), который написал, что «в целом, запись является достойным преемником 21 … вокал Адели остаётся неизменным, передавая печаль, радость, искренность и тепло, часто всего лишь одной фразой. …Ваши уши не будут кровоточить, но ваши слёзные протоки получат хорошую тренировку». Журнал Rolling Stone поставил альбом на второе место в своём списке лучших дисков 2015 года «The 50 Best Albums of 2015».
Борис Барабанов (Коммерсантъ) написал, что этот альбом слушается на одном дыхании, оставляя «у слушателя ощущение похода в кинотеатр на голливудский блокбастер» и добавил, что он, «возможно, вообще изменит представления о том, что такое популярная запись в XXI веке».

### Рейтинги
Журнал Rolling Stone назвал диск вторым лучшим альбомом года в своём ежегодном рейтинге «The 50 Best Albums of 2015» (№ 2).
Американская газета Newsday также поставила альбом на позицию № 2 в своём списке Лучших альбомов 2015 года. Британское издание Complex поместило диск на позицию № 4 в своём списке The Best Albums of 2015 и американский журнал Entertainment Weekly поместило диск на позицию № 3 в своём итоговом годовом списке The 40 Best Albums of 2015. В январе 2025 года альбом включён в список лучших альбомов первой четверти XXI века (номер 77 в списке The 250 Greatest Albums of the 21st Century So Far).
| Издание               | Страна         | Список                                                 | Место        | П.     |
| --------------------- | -------------- | ------------------------------------------------------ | ------------ | ------ |
| Billboard             | США            | «25 Лучших альбомов 2015 года»                         | 5            | [ 58 ] |
| The Daily Telegraph   | Великобритания | «Лучшие поп-рок альбомы 2015 года»                     | Без рейтинга | [ 59 ] |
| San Jose Mercury News | США            | «Топ-10 альбомов 2015 года»                            | 1            | [ 60 ] |
| The Inquisitr         | США            | «3 Лучших альбома 2015 года»                           | Без рейтинга | [ 61 ] |
| Complex               | Великобритания | «Лучшие альбомы 2015 года»                             | 4            | [ 55 ] |
| Cosmopolitan          | США            | «15 Лучших альбомов 2015 года»                         | 7            | [ 62 ] |
| Entertainment Weekly  | США            | «Лучшие альбомы 2015 года»                             | 3            | [ 56 ] |
| Newsday               | США            | «Лучшие альбомы 2015 года»                             | 2            | [ 54 ] |
| Rolling Stone         | США            | «50 Лучших альбомов 2015 года»                         | 2            | [ 52 ] |
| The New York Times    | США            | «Топ-10 альбомов 2015 года по версии Джона Караманика» | 6            | [ 63 ] |
| Metacritic            | —              | «Самые обсуждаемые альбомы 2015 года»                  | 5            | [ 64 ] |
| Metacritic            | —              | «Самые разделённые альбомы 2015 года»                  | 8            | [ 65 ] |

### Номинации и награды
На церемонии BRIT Awards 2016, прошедшей 24 февраля 2016 года, Адель была номинирована на 5 наград, из которых она выиграла четыре, включая «Британский альбом года» (British Album of the Year; за 25), «Британская исполнительница года», «Британский глобальный успех» и «Британский сингл года» (British Single of the Year; за сингл «Hello»).
На церемонии 2016 Billboard Music Awards, певицы была номинирована в 9 категориях, победив в 5, включая Top Billboard 200 Album за альбом 25. 12 февраля 2017 года на 59-й церемонии вручения музыкальных премий Грэмми Адель была номинирована на 5 наград. В результате она одержала победу во всех представленных номинациях, включая самые престижные, такие как «Альбом года», «Песня года» и «Запись года», а также Лучший вокальный поп-альбом и Лучшее сольное поп-исполнение.
| Год  | Церемония                  | Категория                       | Результат | Ссылка        |
| ---- | -------------------------- | ------------------------------- | --------- | ------------- |
| 2015 | GAFFA Awards               | Best Foreign Album              | Победа    | [ 67 ]        |
| 2016 | American Music Awards      | Favorite Pop/Rock Album         | Номинация | [ 68 ]        |
| 2016 | BBC Music Awards           | BBC Radio Album of the Year     | Победа    | [ 69 ]        |
| 2016 | Billboard Music Awards     | Top Billboard 200 Album         | Победа    | [ 70 ]        |
| 2016 | Brit Awards                | British Album of the Year       | Победа    | [ 2 ]         |
| 2016 | Danish Music Awards        | International Album of the Year | Номинация | [ 71 ]        |
| 2016 | ECHO Music Awards          | Album of the Year               | Номинация | [ 72 ] [ 73 ] |
| 2016 | iHeartRadio Music Awards   | Album of the Year               | Номинация | [ 74 ] [ 75 ] |
| 2016 | Juno Awards                | International Album of the Year | Победа    | [ 76 ]        |
| 2016 | Los Premios 40 Principales | International Album of the Year | Номинация | [ 77 ]        |
| 2017 | iHeartRadio Music Awards   | Best Pop Album                  | Победа    | [ 78 ]        |
| 2017 | Grammy Awards              | Лучший альбом года              | Победа    | [ 79 ]        |
| 2017 | Grammy Awards              | Лучший вокальный поп-альбом     | Победа    | [ 79 ]        |

## Коммерческий успех
Альбом имел большой коммерческий успех, побив (вместе с синглами) множество рекордов. Во всём мире, по предварительным данным было продано 7 млн единиц альбома в первую неделю релиза. Общемировой тираж к июню 2016 года превысил 20 млн копий.

### Европа
В Великобритании в первый день релиза 20 ноября 2015 года альбом «25» был продан тиражом 300 000 копий, что стало самой быстрой рекордной распродажей XXI века и вторым рекордным показателем в истории после диска Be Here Now (Oasis), который был продан тиражом в 424 000 копий за первый день релиза в 1997 году. К третьему дню было продано 538 000 копий. 26 ноября было анонсировано, что тираж альбома превысил 737 000 копий, тем самым побив рекорд, установленный диском Be Here Now и став самым быстро продаваемым альбомом в Великобритании всех времён.
За первую полную неделю релиза в Соединённом Королевстве было продано 800,307 копий и он стал первым в истории альбомом, превысившим показатель в 800 тыс. за одну неделю. Тираж одного альбома 25 превысил суммарный тираж всех остальных дисков хит-парада Top 75 и был больше, чем суммарные продажи последних 19 дисков, занимавших позицию № 1 в чарте Великобритании. Это позволило за одну неделю получить 2-кратный платиновый статус BPI. Из этого числа 252,423 копий пришлось на цифровые копии, что также стало рекордом недельных продаж цифрового формата (более чем вдвое превысив предыдущий рекорд принадлежавший альбому «x» Эда Ширана). 29 ноября 2015 года альбом 25 стал самым быстро распродаваемым диском, всего за 10 первых дней релиза, достигшим показателя в первый миллион проданных копий в Великобритании.
Во вторую неделю релиза было продано 439,337 копий, что стало рекордом для вторых недель продаж всех альбомов в рок-истории Великобритании и также 6-м высшим показателем для продаж одной недели в целом.
В третью неделю релиза 25 в Великобритании было продано 354 000 копий, что представляет второй лучший результат для третьих недель продаж после диска The Circus (группа Take That), который в свою 3-ю неделю продаж дал результат в 382 000 копий. 25 был сертифицирован в 4-кр. платиновом статусе British Phonographic Industry, с общим тиражом в Великобритании 1,593,530 копий. К 18 декабря 2015 года, то есть за 29 дней продаж суммарный тираж превысил 2 млн копий, став самым быстро набравшим эту цифру бестселлером-двухмиллионником в Соединённом Королевстве.
В 5-ю неделю релиза 25 в Великобритании было продано ещё 450 000 копий, и он стал Рождественским диском № 1 с суммарным тиражом 2,539,346 копий в Великобритании.
Альбом пробыл на позиции № 1 в Великобритании десять недель (с перерывами) и к марту 2016 года его тираж достиг 2 826 000 копий. Позднее число недель на первом месте достигло 12 и к апрелю 2016 года тираж достиг 2 902 000 копий и он был сертифицирован в 9-кратном платиновом статусе.
В Германии было продано более чем 263 000 копий, что стало рекордным достижением впервые после релиза диска 12 немецкого певца Герберта Грёнемайера (2007 год). Во Франции было продано более чем 169,693 копий 25 (рекорд 2015 года), включая 26 295 цифровых загрузок.
Ещё 129,200 копий было продано во Франции во вторую неделю, доведя общий тираж до 300 000 копий. В третью неделю было продано ещё 132,200 копий 25 (430 000 копий во Франции) и он стал третьим бестселлером 2015 года в этой стране. В четвёртую неделю было продано ещё 133 000 копий диска (итого 565 000 копий во Франции и бриллиантовая сертификация).
В Голландии альбом 25 дебютировал на первом месте национального хит-парада с продажами более 120 000 копий в первую неделю.
Альбом также вышел с тиражом более 180 000 копий в Бенилюксе в первую неделю релиза. В Испании альбом дебютировал на первом месте с тиражом 20 000 копий в первую неделю, а в Португалии он также дебютировал на позиции № 1 с тиражом 3,200 копий. 25 также дебютировал на позиции № 1 в Швейцарии с тиражом более 40 000 копий за первую неделю, получив 2-кратный платиновый статус.

### Австралия, Океания, Африка
В Австралии было продано более чем 210 000 копий за первые 5 дней, что превысило 3-кр. платиновый статус этой страны. В Новой Зеландии 25 побил рекорд дебютной недели с тиражом в 18,766 копий. Ранее он принадлежал альбому Сюзан Бойл I Dreamed a Dream (17 435 копий в дебютную неделю). В Южной Африке 25 получил 2-кр. платиновый статус за 5 дней продаж на физических носителях и с учётом цифровых загрузок.

### Америка

#### Рекорды первой недели релиза (США)
В США спустя день после релиза журнал Billboard сообщил, что с тиражом в 900 000 копий в первый день, 25 стал самым быстро продаваемым альбомом в US iTunes Store.
Газета The New York Times сообщила, что за первые два дня релиза, 25 был продан суммарным тиражом 1,9 млн копий, включая цифровые и физические продажи. За первые 3 дня было продано 2,3 млн, и 25 стал самым быстро распродаваемым альбомом XXI века в США по данным Nielsen SoundScan. 23 ноября, то есть всего за три дня релиза, тираж альбома достиг 2 433 000 истинных альбомных продаж (без учёта стриминга) и диск побил рекорд альбома No Strings Attached (’N Sync), который 25 марта 2000 года дебютировал с тиражом 2 416 000 копий за одну неделю. За 5 дней релиза было продано более 2,8 млн копий, из которых 1,45 млн были цифровыми альбомами, что стало рекордом первой недели для цифровых альбомных продаж.
За первые 6 дней релиза было продано более 3 млн копий, что ещё более увеличило предыдущий рекордный показатель. 28 ноября 2015 года журнал Billboard официально сообщил, что тираж 25 составил рекордные 3,38 млн копий (истинных альбомных продаж) в первую неделю релиза, по данным службы Nielsen Soundscan. Он стал первым альбомом, чей тираж превысил 3 млн копий в неделю в США, а также вторым в истории диском с продажами выше 2 млн копий за одну неделю. Диск также за одну неделю смог стать лучшим альбомом 2015 года, опередив предыдущего лидера — альбом Тейлор Свифт 1989 (1,8 млн).
Продажи альбома достигли показателя 3,48 млн эквивалентных альбомных единиц в первую неделю релиза в США, что является рекордом с тех пор как журнал Billboard 200 начал подсчёт еженедельной популярности основанной на суммировании с сингловыми треками в декабре 2014 года. 25 также достиг показателя в 96 000 трек-альбомных эквивалентных единиц (track-equivalent album units, который рассчитывается как track sales/10) в США в дебютную неделю, и ещё 8 000 стриминг-альбомных эквивалентных единиц (streaming-equivalent album units, с учётом соотношения track streams/1500), причём все они основаны только на стриминге одного сингла «Hello», так как это была единственная песня с альбома, доступная через стриминговые сервисы.
Продажи альбома в дебютную неделю в США превысили соответствующие суммарные показатели всех предыдущих чарттопперов (дисков № 1) за прошлые 22 недели взятые вместе (у них в сумме 3 348 000 копий). Кроме того, в первую неделю было продано копий альбома 25 больше, чем копий любого другого альбома за целый календарный год в последнее время. Это были 2008, 2009 и 2013 годы, когда бестселлерами становились Tha Carter III (Lil Wayne; 2,874,000), Fearless (Тейлор Свифт; 3,217,000) и The 20/20 Experience (Джастин Тимберлейк; 2,427,000). 25 было за неделю продано в США больше, чем у двух альбомов-лидеров года по продажам за все прошедшие 11 месяцев (1989 певицы Тейлор Свифт и If You’re Reading This It’s Too Late репера Дрейка, оба в сумме набрали вместе лишь 2,885 млн копий в 2015 году).
25 был продан в дебютную неделю в большем числе копий, чем два следующих женских альбома-рекордсмена вместе взятые — Oops!… I Did It Againпевицы Бритни Спирс (его тираж в дебютную неделю в своё время составлял 1,319 млн копий) и 1989 певицы Тейлор Свифт (его тираж был 1,287 млн копий в первую неделю релиза).

#### Рекорды второй недели релиза (США)
За первые три дня второй недели релиза в США было продано ещё более 650 000 единиц 25, а это означает, что суммарный тираж превысил 4 млн копий истинных альбомных продаж (pure album sales). За последние десять лет лишь дважды альбомам удавалось превысить тираж в 4 млн за один календарный год, и оба раз это были творения певицы по имени Адель. Её предыдущий сверхуспешный альбом 21 в 2012 году и 2011 годах был продан тиражами 4,41 млн и 5,82 млн копий, соответственно. Во вторую неделю релиза в хит-парад вернулся предыдущий альбом певицы 21, он вошёл в Top-10 на позицию № 9, продлив свой рекорд до 82 недель нахождения в лучшей десятке Billboard 200 (одновременно, и её альбом 19 поднялся до № 20). Последний раз 2 или 3 альбома одного музыканта были одновременно в Top-10 год назад. 18 октября 2014 певец Prince дебютировал сразу с двумя своими альбомами в десятке лучших (Art Official Age на № 5 и Plectrumelectrum на № 8), а 21 июня 2014 года легендарная рок-группа Led Zeppelin сделала это сразу с 3 альбомами-переизданиями: Led Zeppelin (№ 7), Led Zeppelin II (№ 9) и Led Zeppelin III (№ 10). 17 марта 2012 года и сама Адель имела сразу 2 диска в десятке: 21 был на позиции № 1, а диск 19 на позиции № 7. Примечательно, что умершая тогда певица Уитни Хьюстон в ту же неделю имела сразу 3 диска в десятке лучших: The Greatest Hits (№ 2), саундтрек The Bodyguard (№ 5) и эпонимичный альбом Whitney Houston(№ 10).
На шестой день второй недели продаж тираж альбома в США снова превысил рубеж в 1 млн копий, что сделало его первым в истории альбомом, который продавался тиражом более чем 1 млн копий в две различные недели, с тех пор как в 1991 году подробный подсчёт начала служба Nielsen Soundscan.
За полную вторую неделю 25 был продан тиражом в 1,11 млн копий в США, что в сумме составило 4,49 млн копий. Суммарная продажа за две недели стала лучшим показателем для всех исполнителей и групп за все последние годы начиная с 2011, когда предыдущий диск певицы 21 имел по итогам года тираж 5,8 млн копий.

#### Рекорды следующих недель релиза (США)
На шестой день третьей недели продаж тираж альбома в США превысил рубеж в 510 000 копий, что в сумме дало цифру в 5 млн копий и сделало его первым альбомом, сделавшим это за один календарный год впервые после предыдущего альбома певицы 21 в 2011 году.
По итогам полной третьей недели было продано 695 000 копий, что довело общий тираж до 5,19 млн единиц. Этот результат сделал 25 первым альбомом с тиражом более 650 000 копий во все первые три недели продаж с 1991 года, когда начался подробный трекинг службой Nielsen Music Soundscan.
2 января (этот чарт, официально датированный вторым январём 2016 года впервые кратко анализируется 21 декабря, а полностью выходит на сайте Billboard 22 декабря 2015 года) по итогам полной четвёртой недели релиза добавилось ещё 825 000 эквивалентных альбомных единиц, включая 790 000 млн копий (истинных альбомных продаж). Или в сумме за 4 недели 5,98 млн копий (по неделям: 3,38 + 1,11 + 0,695 + 0,790 млн). Это самый большой годовой тираж одного альбома с 2008 года, когда диск Fearless певицы Тейлор Свифт достиг показателя в 7 млн копий. Одновременно и два первых студийных альбома певицы снова стали популярны: 21 вернулся в top-10 в Billboard 200 (поднявшись 14-10), а 19 вошёл в top 40 (поднявшись 48-36).
Позднее был поставлен ещё один рекорд продаж. В чарте с 9 января 2016 года (на сайте Billboard он полностью опубликован 29 декабря) Адель в 5-ю неделю подряд лидировала со своим альбомом 25 и было продано ещё 1,15 млн копий (истинных альбомных продаж или 1,19 эквивалентных альбомных единиц); в сумме 7,13 млн. Этому способствовали рождественские праздники. Тем самым, диск 25 стал первым, кому удалось 3 недели иметь тираж более одного миллиона копий.
В чарте с 16 января (на сайте Billboard он полностью появляется 5 января) Адель в 6-ю неделю подряд лидировала со своим альбомом 25 и было продано ещё 307 000 копий (истинных альбомных продаж или 363 000 эквивалентных альбомных единиц); в сумме 7,44 млн. Тем самым, диск 25 стал первым за 15 лет, кому удалось 6 недель подряд иметь тираж более 300 тыс. копий (тогда в 2001 году 8 недель лидировал альбом Weathered рок-группы Creed). В чарте с 23 января (на сайте Billboard он полностью появляется 12 января) Адель в 7-ю неделю подряд лидировала со своим альбомом 25 и было продано ещё 164 000 копий (истинных альбомных продаж или 194 000 эквивалентных альбомных единиц); в сумме 7,6 млн копий в США. Последний раз женщина более семи недель лидировала в 1987 году: альбом Whitney певицы Уитни Хьюстон в июне-сентябре 1987 года был 11 недель на позиции № 1.
После двух недель нахождения на втором месте (уступив вершину альбому Blackstar Дэвида Боуи) Адель в чарте 13 февраля 2016 года вернулась на первое место (в сумме 8-я неделя на № 1) с тиражом 97 000 копий.
В сумме альбом пробыл на первом месте в США 10 недель (с перерывами), став пятым диском по числу недель лидерства с 2000 года, а его тираж за 10 недель релиза составил 7,94 млн копий. Тираж в США рос и далее: 8,5 млн (март 2016), 8,6 млн (апрель).
К августу 2016, 25 за прошедшие 36 недель (он на позиции № 7) был продан тиражом в 8,905 млн копий в США.
К концу сентября 2016 года, 25 за прошедшие 44 недели (он на позиции № 13, ранее 25 недель в десятке) был продан тиражом в 9,01 млн копий в США. Благодаря этому показателю певица стала только шестым исполнителем за четверть века (с начала эры электронных подсчётов Nielsen в 1991 году) с двумя альбомами с 9-млн тиражом. Ранее этого достигли: Backstreet Boys (Millennium, 12.3 млн и эпонимический диск, 10.2 млн), Гарт Брукс (Ropin’ the Wind, 9.6 млн и No Fences, 9.01 млн), Селин Дион (Falling Into You, 10.8 млн и Let’s Talk About Love, 9.6 млн), Эминем (The Marshall Mathers LP, 11 млн и The Eminem Show, 10.7 млн) и Бритни Спирс (…Baby One More Time, 10.6 млн и Oops!… I Did It Again, 9.2 млн).
В ноябре 2016 года тираж 25 достиг 9,1 млн копий в США (по данным Nielsen Music) или 10,1 млн эквивалентных единиц за 52 недели нахождения в Billboard 200, причём все 52 недели в рамках top-40 (и 36 недель в десятке лучших top-10, включая 10 на первой позиции).
К январю 2017 общий тираж в США достиг 9,2 млн копий истинных продаж, а к февралю — 9,24 млн копий.
К январю 2020 года тираж 25 составил 9,517 млн копий чистых продаж альбома, сделав его вторым самым продаваемым диском десятилетия.

### Канада
В Канаде альбом дебютировал на позиции № 1 с тиражом 306 000 копий, побив рекорд наивысших продаж в первую неделю, который ранее принадлежал Селин Дион с диском Let's Talk About Love (его дебютный тираж составлял 230 000 копий). Это является 8-м лучшим показателем еженедельных продаж в Канаде и вторым лучшим показателем для вторых недель продаж альбомов после рекордного показателя в 146 000 копий сборника Big Shiny Tunes 2 в его вторую неделю релиза в 1997 году.
К январю 2016 года тираж в Канаде составил 860 000 копий.

## Синглы
23 октября 2015 года вышел альбомный лид-сингл «Hello», видеоклип которого появился одновременно в тот же день. За первые 24 часа на канале Youtube VEVO было 27 млн просмотров, что стало новым рекордом за одни сутки. Видеоклип снял режиссёр Ксавье Долан. В клипе, записанном в Монреале (Канада) участвовал Тристан Уайлдз.
Авторам песни стали сама Адель и Грег Керстин, который также и продюсировал процесс записи на лейбле XL Recordings. В результате Адель прервала своё почти трёхлетнее молчание, после её предыдущего сингла «Skyfall», вышедшего в 2012 году. После некоторых проблем с подбором песенного материала для альбома, Адель решила все возникшие вопросы после встречи с продюсером Грегом Керстиным. Запись «Hello» проходила в британском местечке Чизик (историческое лондонское предместье). Грег Керстин играл на гитаре, фортепиано и клавишных, а Адель на ударных. Для записи альбома Адель также выезжала в Лос-Анджелес, где в том числе, перезаписала свой вокал для «Hello». Во время этой записи в Калифорнии певица вместе с Тобиасом Джессо (Tobias Jesso Jr.) написала ещё и новую песню «When We Were Young». Вся сессия проходила в арендованном доме с использованием фортепиано композитора Филипа Гласса, автора музыки ко многим фильмам, включая «Левиафан» российского режиссёра Андрея Звягинцева. Впервые превью песни «When We Were Young» было представлено в программе 60 Minutes Australia.
В начале декабря в пятую неделю лидерства Hello в хит-параде Billboard Hot 100 дебютировали ещё 4 сингла с нового альбома певицы: «When We Were Young» (№ 22; высший дебют среди всех синглов этой недели; пик на № 14); «Water Under the Bridge» (№ 70); «Send My Love (To Your New Lover)» (№ 79) и «Remedy» (№ 87).
В августе песня «Send My Love (To Your New Lover)» достигла 5-й позиции в чарте UK Singles Chart, позиции № 8 в Billboard Hot 100 и № 1 в Adult Pop Songs.

## Список композиций
| №                   | Название                           | Автор(ы)                                                  | Продюсеры           | Длительность |
| ------------------- | ---------------------------------- | --------------------------------------------------------- | ------------------- | ------------ |
| 1.                  | «Hello»                            | Адель Эдкинс Грег Кёрстин                                 | Кёрстин             | 4:55         |
| 2.                  | «Send My Love (To Your New Lover)» | Эдкинс Макс Мартин Shellback                              | Мартин Shellback    | 3:43         |
| 3.                  | «I Miss You»                       | Эдкинс Пол Эпуорт                                         | Эпуорт              | 5:49         |
| 4.                  | «When We Were Young»               | Эдкинс Тобиас Джессо [англ.]                              | Ариель Рехтшайд     | 4:51         |
| 5.                  | «Remedy»                           | Эдкинс Райан Теддер                                       |                     | 4:05         |
| 6.                  | «Water Under the Bridge»           | Эдкинс Кёрстин                                            | Кёрстин             | 4:00         |
| 7.                  | «River Lea»                        | Эдкинс Danger Mouse                                       | Danger Mouse        | 3:45         |
| 8.                  | «Love in the Dark»                 | Эдкинс Сэмюэл Диксон [англ.]                              | Диксон              | 4:46         |
| 9.                  | «Million Years Ago»                | Эдкинс Кёрстин                                            | Кёрстин             | 3:47         |
| 10.                 | «All I Ask»                        | Эдкинс Бруно Марс Christopher «Brody» Brown Филип Лоуренс | The Smeezingtons    | 4:32         |
| 11.                 | «Sweetest Devotion»                | Эдкинс Эпуорт                                             |                     | 4:12         |
| Общая длительность: | Общая длительность:                | Общая длительность:                                       | Общая длительность: | 48:25        |

| №                   | Название             | Автор(ы)            | Продюсеры                    | Длительность |
| ------------------- | -------------------- | ------------------- | ---------------------------- | ------------ |
| 12.                 | «Can’t Let Go»       | Эдкинс Линда Перри  | Перри                        | 3:18         |
| 13.                 | «Lay Me Down»        | Эдкинс Джессо       | Марк Ронсон Lil Silva (add.) | 4:30         |
| 14.                 | «Why Do You Love Me» | Эдкинс Рик Ноуэлс   | Рехтшайд                     | 3:59         |
| Общая длительность: | Общая длительность:  | Общая длительность: | Общая длительность:          | 60:12        |

## Участники записи
Источник информации:
Место записи
- Записано в следующих студиях: Metropolis Studios[англ.], Лондон; MXM Studios, Стокгольм; Eastcote Studios, Лондон; The Church Studios, Лондон; Dean Street Studios, Лондон; Air Studios[англ.], Лондон; British Grove Studios, Лондон; West Point Studios, Лондон; Sam’s Studio, Лондон; Zelig Studios, Лондон; Smecky Studios, Прага, Glenwood Recording Studios, Лос-Анджелес; Greenleaf Studios, Лос-Анджелес; Harmony Studios, Лос-Анджелес; Diamond Mine, Нью-Йорк
- Смикшировано в Electric Lady Studios, Нью-Йорк; Capitol Studio’s, Лос-Анджелес; MixStar Studios, Верджиния-Бич; Larrabee Studios, Лос-Анджелес
- Мастеринг в Sterling Sound[англ.], Нью-Йорк

Исполнители (вокал)
- Адель — основной вокал (все треки), бэк-вокал (трек 2)
- Тобиас Джессо[англ.] — бэк-вокал (трек 4)
- Макс Мартин — бэк-вокал (трек 2)
- Ариель Рехтшайд[англ.] — бэк-вокал (трек 4)

Музыканты
| - Адель — вокал, ударные (трек 1), фортепиано (трек 11), гитара (трек 2) - Leo Abrahams — гитара (трек 13) - Phil Allen — vocal recorder (трек 13) - Victor Axelrod — фортепиано (трек 13) - Thomas Brenneck — гитара (трек 13) - Will Canzoneri Clavinet — клавинет, фортепиано, Родес-пиано (трек 14) - Том Койн — мастеринг (все треки) - Danger Mouse — продюсер, фортепиано, электрогитара, орган, программинг, автор (трек 7) - Сэмюэл Диксон — продюсер, фортепиано, синтезатор (трек 8) - Том Элмхирст — микширование (треки 1, 3—5, 7—13) - Пол Эпуорт — продюсер, ударные, бас-гитара, фортепиано, орган, гитара, перкуссия, программинг (треки 3 и 11) - FILMharmonic Orchestra — струнные (трек 8) - Declan Gaffney — бас-гитара, перкуссия (трек 7) - Christopher Brody Brown — фортепиано (трек 10) - Chris Galland — ассистент по микшированию (трек 14) - Serban Ghenea — микширование (треки 2 и 6) - Эсти Хайм — тамбурин (трек 13) - Эмиль Хейни — дополнительная инструментовка (трек 1) - Tom Herbert — бас-гитара (трек 11) - Тобиас Джессо — фортепиано (трек 4), бэк-вокал - Adam Klemens — дирижёр (трек 8) - Грег Кёрстин — продюсер, звукозапись, бас, ударные, гитара, фортепиано, клавишные (треки 1, 6 и 9) - Oliver Kraus — струнная аранжировка (трек 8) - Benji Lysaght — гитара (треки 4 и 14) | - Roger Manning, Jr — optigan — B3 - Manny Marroquin — микширование - Max Martin & Shellback — продюсер, бэк-вокал, программинг, перкуссия - Рэнди Меррилл — мастеринг - Nick Movshon — бас-гитара - Nico Muhly — prepared piano, harmonica - Liam Nolan — vocal recorder - Dave Okumu — гитара - Линда Перри — продюсер, звукозапись, фортепиано - Грег Филлинганес — фортепиано - Ариель Рехтшайд — продюсер, звукозапись, программинг, орган, glockenspiel, синтезаторы, перкуссия, бэк-вокал - Марк Ронсон — продюсер, synths, pads - Ike Schultz — ассистент по микшированию - Gus Seyffert — бас-гитара - Лил Сильва — дополнительное продюсирование, программинг - Ryan Smith — мастеринг по винилу - Homer Steinweiss — ударные - Pablo Tato — гитара - Leo Taylor — ударные - Райан Теддер — продюсер, фортепиано, MKII Keyboard, Moog bass - Nikolaj Torp Larsen — фортепиано - Joe Visciano — ассистент по микшированию - Joey Waronker — ударные |

Звукозапись
| - Ben Baptie — звукозапись - Josh Blair — звукозапись - Julian Burg — звукозапись - Austen Jux Chandler — звукозапись - Riccardo Damian — звукозапись - John Hanes — звукозапись - Joe Harrison — звукозапись - Michael Ilbert — звукозапись - Jens Jungkurth — звукозапись - Chris Kaysch — звукозапись - Liam Nolan — звукозапись - Alex Pasco — звукозапись | - Dave Schiffman — звукозапись - Matt Wiggins — звукозапись - Joe Jones — Дополнительная звукозапись - Riley McIntyre — Дополнительная звукозапись - Nick Rowe — Дополнительная звукозапись - Aaron Ahmad — Дополнительная звукозапись - Christopher Cerullo — Дополнительная звукозапись - John DeBold — Дополнительная звукозапись - Michael Harris — Дополнительная звукозапись - Luis Flores — Дополнительная звукозапись - Deshiell Le Francis — Дополнительная звукозапись |

Дизайн
| - Адель — арт-дирекция и дизайн - Phil Lee — арт-дирекция и дизайн | - Аласдаир МакЛеллан — фотограф (передняя и задняя обложки) - Alexandra Waespi — фотограф (буклет) |

Другие
- Petr Pycha — оркестровый контрактор

## Чарты
| Чарт (2015)                         | Высшая позиция |
| ----------------------------------- | -------------- |
| Австралия (ARIA)                    | 1              |
| Австрия (Ö3 Austria)                | 1              |
| Бельгия/Фландрия (Ultratop)         | 1              |
| Бельгия/Валлония (Ultratop)         | 1              |
| Бразилия (ABPD)                     | 1              |
| Канада (Canadian Albums Chart)      | 1              |
| Хорватия (Toplista)                 | 1              |
| Чехия (ČNS IFPI)                    | 1              |
| Дания (Hitlisten)                   | 1              |
| Нидерланды (Album Top 100)          | 1              |
| Финляндия (Suomen virallinen lista) | 1              |
| Франция (SNEP)                      | 1              |
| Германия (Offizielle Top 100)       | 1              |
| Греция (IFPI)                       | 1              |
| Венгрия (MAHASZ)                    | 1              |
| Ирландия (IRMA)                     | 1              |
| Италия (FIMI)                       | 1              |
| Япония (Oricon)                     | 7              |
| Мексика (AMPROFON)                  | 1              |
| Новая Зеландия (RMNZ)               | 1              |
| Норвегия (VG-lista)                 | 1              |
| Польша (ZPAV)                       | 1              |
| Португалия (AFP)                    | 1              |
| Россия (2M)                         | 1              |
| Шотландия (Scottish Albums Chart)   | 1              |
| ЮАР (RISA)                          | 1              |
| Республика Корея (Gaon)             | 1              |
| Испания (PROMUSICAE)                | 1              |
| Швеция (Sverigetopplistan)          | 1              |
| Швейцария (Schweizer Hitparade)     | 1              |
| Великобритания (UK Albums Chart)    | 1              |
| США (Billboard 200)                 | 1              |
| США (Billboard Digital Albums)      | 1              |

| Чарт (2010—2019)                | Позиция |
| ------------------------------- | ------- |
| Австралия (ARIA)                | 3       |
| Германия (Offizielle Top 100)   | 6       |
| Великобритания (UK Albums, OCC) | 2       |
| США, US Billboard 200           | 19      |
| США, US Nielsen Top 10          | 2       |

| Чарт (All-time)                 | Позиция |
| ------------------------------- | ------- |
| Великобритания, UK Albums (OCC) | 27      |
| США, US Billboard 200 (Women)   | 22      |

| Чарт (2015)                       | Позиция |
| --------------------------------- | ------- |
| Австралия (ARIA)                  | 1       |
| Австрия (Ö3 Austria)              | 3       |
| Бельгия (Ultratop Flanders)       | 2       |
| Бельгия (Ultratop Wallonia)       | 4       |
| Бразилия (ABPD)                   | 4       |
| Хорватия (HDU)                    | 2       |
| Дания (Hitlisten)                 | 4       |
| Нидерланды (Mega Charts)          | 1       |
| Франция (SNEP)                    | 2       |
| Германия (Official German Charts) | 2       |
| Венгрия (MAHASZ)                  | 7       |
| Ирландия (IRMA)                   | 1       |
| Италия (FIMI)                     | 4       |
| Мексика (AMPROFON)                | 11      |
| Новая Зеландия (RMNZ)             | 1       |
| Польша (ZPAV)                     | 1       |
| Россия (2M)                       | 7       |
| Республика Корея (Gaon)           | 4       |
| Испания (PROMUSICAE)              | 4       |
| Швейцария (Swiss Hitparade)       | 1       |
| Великобритания (UK Albums, OCC)   | 1       |

| Чарт (2016)                        | Позиция |
| ---------------------------------- | ------- |
| Австралия (ARIA)                   | 1       |
| Австрия (Ö3 Austria)               | 12      |
| Бельгия (Ultratop Flanders)        | 2       |
| Бельгия (Ultratop Wallonia)        | 5       |
| Канада (Billboard)                 | 1       |
| Дания (Hitlisten)                  | 11      |
| Нидерланды (MegaCharts)            | 1       |
| Франция (SNEP)                     | 20      |
| Германия (Offizielle Top 100)      | 6       |
| Италия (FIMI)                      | 17      |
| Мексика (AMPROFON)                 | 21      |
| Новая Зеландия (RMNZ)              | 1       |
| Польша (ZPAV)                      | 8       |
| Республика Корея (Gaon)            | 5       |
| Швейцария (Schweizer Hitparade)    | 1       |
| Великобритания (UK Albums, OCC)    | 1       |
| США (US Billboard 200)             | 1       |
| США (US Digital Albums Billboard)  | 1       |
| США (US Top Album Sales Billboard) | 1       |

| Чарт (2017)                     | Позиция |
| ------------------------------- | ------- |
| Австралия (ARIA)                | 4       |
| Австрия (Ö3 Austria)            | 73      |
| Бельгия (Ultratop Flanders)     | 14      |
| Канада (Billboard)              | 20      |
| Дания (Hitlisten)               | 34      |
| Нидерланды (MegaCharts)         | 11      |
| Новая Зеландия (RMNZ)           | 2       |
| Швеция (Sverigetopplistan)      | 19      |
| Великобритания (UK Albums, OCC) | 18      |
| США (US Billboard 200)          | 26      |

| Чарт (2018)                     | Позиция |
| ------------------------------- | ------- |
| Австралия (ARIA)                | 47      |
| Бельгия (Ultratop Flanders)     | 55      |
| Дания (Hitlisten)               | 79      |
| Нидерланды (MegaCharts)         | 27      |
| Новая Зеландия (RMNZ)           | 35      |
| Швеция (Sverigetopplistan)      | 49      |
| Великобритания (UK Albums, OCC) | 79      |
| США (US Billboard 200)          | 119     |

| Чарт (2019)                     | Позиция |
| ------------------------------- | ------- |
| Австралия (ARIA)                | 51      |
| Бельгия (Ultratop Flanders)     | 58      |
| Бельгия (Ultratop Wallonia)     | 187     |
| Нидерланды (Album Top 100)      | 31      |
| Великобритания (UK Albums, OCC) | 99      |

| Чарт (2020)                     | Позиция |
| ------------------------------- | ------- |
| Австралия (ARIA)                | 82      |
| Бельгия (Ultratop Flanders)     | 77      |
| Нидерланды (Album Top 100)      | 57      |
| Великобритания (UK Albums, OCC) | 94      |

| Чарт (2021)                     | Позиция |
| ------------------------------- | ------- |
| Австралия (ARIA)                | 33      |
| Бельгия (Ultratop Flanders)     | 30      |
| Бельгия (Ultratop Wallonia)     | 127     |
| Нидерланды (Hitlisten)          | 52      |
| Нидерланды (Album Top 100)      | 22      |
| Ирландия (IRMA)                 | 32      |
| Швеция (Sverigetopplistan)      | 31      |
| Великобритания (UK Albums, OCC) | 27      |

| Чарт (2010—2019)                   | Позиция |
| ---------------------------------- | ------- |
| Австралия (ARIA)                   | 3       |
| Канада (Billboard)                 | 2       |
| Нидерланды (Album Top 100)         | 2       |
| Германия (Offizielle Top 100)      | 6       |
| Великобритания (UK Albums, OCC)    | 2       |
| Великобритания (Vinyl Albums, OCC) | 24      |
| США (Billboard 200)                | 19      |
| США (Nielsen Top 10)               | 2       |

## Сертификации
| Регион | Сертификация          | Продажи    |
| --- | --------------------- | ---------- |
| Австралия (ARIA) | 10× Платиновый        | 700 000^   |
| Австрия (IFPI Austria) | 3× Платиновый         | 45 000*    |
| Бельгия (BEA) | 8× Платиновый         | 240 000*   |
| Бразилия (ABPD) | Бриллиантовый         | 160 000    |
| Канада (Music Canada) | Бриллиантовый         | 1,093,000  |
| Дания (IFPI Danmark) | 6× Платиновый         | 120 000    |
| Финляндия (Musiikkituottajat) | 2× Платиновый         | 47,482     |
| Франция | —                     | 1,000,000  |
| Германия (BVMI) | 6× Платиновый         | 1 200 000  |
| Венгрия (Mahasz) | 5× Платиновый         | 10 000^    |
| Исландия | —                     | 1,300      |
| Ирландия | —                     | 107,000    |
| Италия (FIMI) | 5× Платиновый         | 250 000*   |
| Мексика (AMPROFON) | 3× Платиновый+Золотой | 210 000    |
| Нидерланды | —                     | 320,000    |
| Новая Зеландия (RMNZ) | 15× Платиновый        | 225 000    |
| Норвегия (IFPI Norway) | 4× Платиновый         | 80 000*    |
| Польша (ZPAV) | Бриллиантовый         | 100 000    |
| Португалия (AFP) | Платиновый            | 15 000^    |
| Испания (PROMUSICAE) | 3× Платиновый         | 120 000    |
| Республика Корея | —                     | 31,238     |
| Швеция (GLF) | 2× Платиновый         | 60 000     |
| Швейцария (IFPI Switzerland) | 6× Платиновый         | 120 000^   |
| Великобритания (BPI) | 13× Платиновый        | 3 900 000  |
| США (RIAA) | 11× Платиновый        | 11 000 000 |
| Венесуэла (APFV) | Золотой               | 5,000      |
| Итого |                       |            |
| По всему миру (IFPI) | —                     | 23,360,000 |
| * Данные о продажах приведены только на основе сертификации. · ^ Данные о тиражах приведены только на основе сертификации. · Данные о продажах + прослушиваниях приведены только на основе сертификации. |                       |            |

## Дата выхода
| Регион      | Дата            | Издание     | Формат                        | Лейбл                     | Каталожный номер | Ссылки  |
| ----------- | --------------- | ----------- | ----------------------------- | ------------------------- | ---------------- | ------- |
| В мире      | 20 ноября 2015  | Стандартное | CD Цифровая дистрибуция Винил | XL Columbia               | XLCD740          | [ 314 ] |
| США         | 20 ноября 2015  | Делюксовое  | CD                            | XL Columbia               | 50281802         | [ 162 ] |
| Япония      | 20 ноября 2015  | Делюксовое  | CD                            | Universal Music           | BGJ-5252         | [ 315 ] |
| Южная Корея | 2 декабря 2015  | Стандартное | CD Цифровая дистрибуция       | Kang&Music                | KACD1508         | [ 316 ] |
| Китай       | 21 декабря 2015 | Стандартное | CD Цифровая дистрибуция       | BeggarsChina- XL Starsing | 9787883258315    | [ 317 ] |